# レスター・コルバート
レスター・ラム・コルバート（Lester Lum Colbert、1905年 - 1995年9月15日）は、クライスラーの社長、会長として知られた、アメリカ合衆国の経営者、弁護士。テキサス州出身であったことから、テックス・コルバート（Tex Colbert) と通称された。

## 経歴
テキサス州オークウッドに、綿花商人の息子として生まれたコルバートは、テキサス大学を経てハーバード大学のハーバード・ロー・スクールに進み、1929年にJ.D.を取得した。
駆け出しの弁護士として、ニューヨークの弁護士事務所で働いていたコルバートは、顧客のひとりであったクライスラーの創業者ウォルター・クライスラーの目にとまり、1933年にクライスラーに引き抜かれて労務担当役員となって、デトロイトへ移った。第二次世界大戦がはじまると、社長であったK・T・ケラーの指示を受けて製造工程の実務を夜学で学んだ。1943年には、当時B-29のエンジンを製造していたダッジのシカゴ工場の責任者となり、戦後はダッジ部門の代表者となった。
1950年にケラーの指名により後任の社長となり、さらに1960年4月には会長となったが、1961年には会長職から退いた。コルバートがクライスラーを率いた時期は、工場の分散化を通した拡張や販売の国際化戦略が進められ、クライスラーの絶頂期であったとも評されている。『タイム』誌は1951年1月29日付では単独で、1958年5月12日付ではGMのハーロー・カーティス、フォードのヘンリー・フォード2世とともに、コルバートを表紙で取り上げた。しかし、他方では、業績不振や退任した役員との裁判闘争、家族の株式取引などを巡ってコルバートは株主たちから批判を浴び、最後は退任を強いられる形で会長職を辞任することになった。
その後もクライスラーのカナダの子会社の会長職にとどまっていたが、1965年にはそれも引退した。
引退後は、石油やガス関連事業への投資をおこなっていたが、1970年に妻に先立たれた後は、フロリダ州ネイプルズに移り住み、最期は1995年9月15日に、ネイプルズの自宅で死去した。